# Bitovnja
Bitovnja je planina u Bosni i Hercegovini, 10 km sjeverno od Konjica. Prema istoku se nastavlja na Ivan-planinu, a prema sjeverozapadu i zapadu na Pogorelicu i Zec-planinu.
Ona je orografska razvodnica između crnomorskog i jadranskog slijeva. Na njoj je izvorište rijeke Gvožđanke i Crne rijeke koje pripadaju slijevu Bosne (crnomorski slijev) te Trešanica i Kraljušćice, pritoka Neretve (jadranski slijev).
Najviši vrh je Lisin (1.742 m). Planina je bogata vodom i mnogobrojnim izvorima. Do visine od 1500 m ima mješovite i crnogorične šume, a najviši dijelovi su pašnjaci.
Prostire se u općinama Konjicu i Kreševu.

## Vanjske poveznice
- http://dubravko.kakarigi.net/maps/075.htm